# Andrei Iwanowitsch Delwig

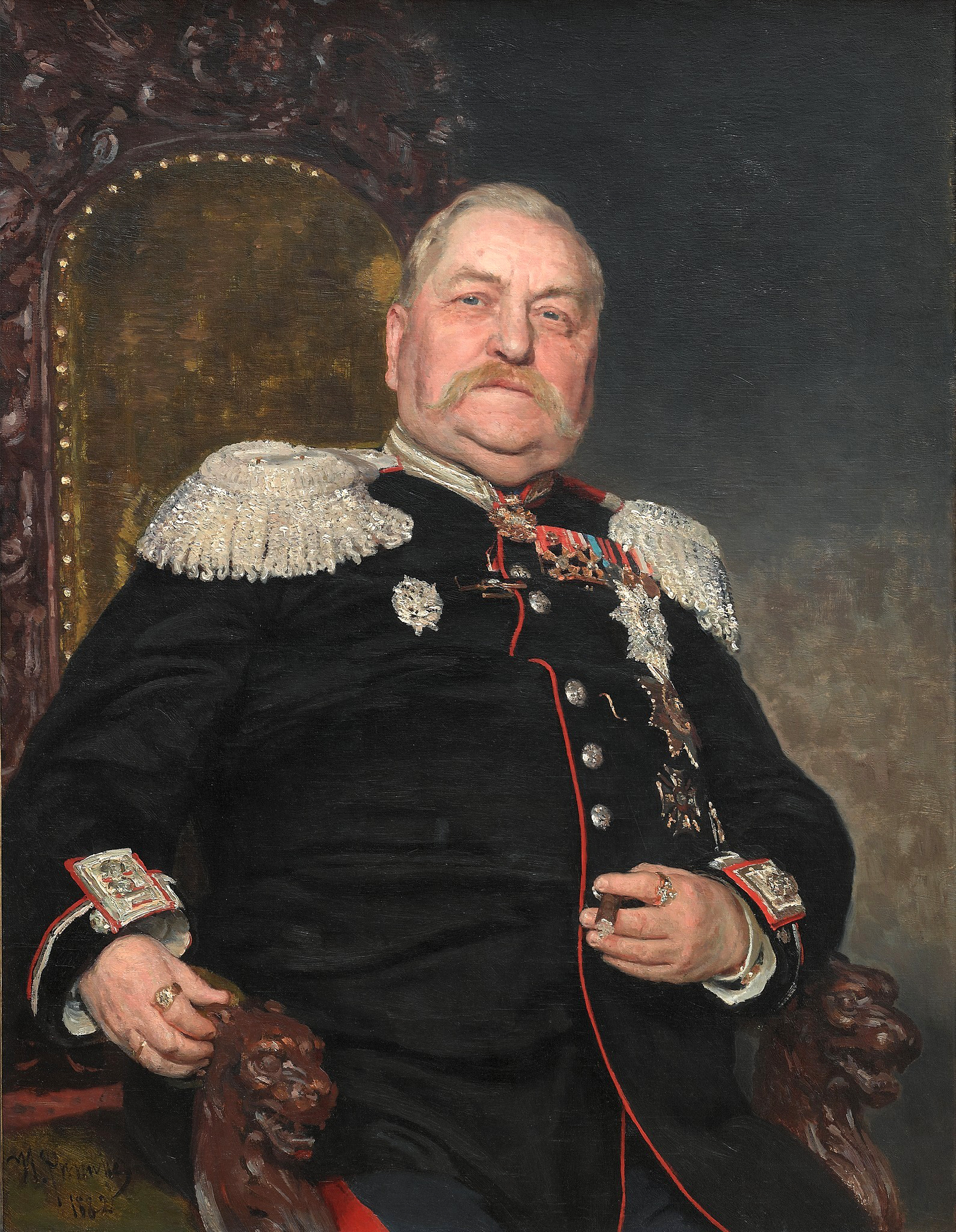
Baron Andrei Iwanowitsch von Delwig (Gemälde von Ilja Repin, 1882)

Andrei Iwanowitsch (von) Delwig (russisch Андрей Иванович Дельвиг; * 1. Märzjul. / 13. März 1813greg.; † 20. Januarjul. / 1. Februar 1887greg. in Sankt Petersburg) war russischer Ingenieur-Generalleutnant.

## Leben

### Familie
Baron Andrei Iwanowitsch von Delwig entstammte der Familie Delwig und war ein Sohn des Johann (Iwan) von Delwig (1783–1815) und der Alexandra Fürstin Wolkonskaja († 1844). Er war mit Emilija Lewaschowa (1820–1878) vermählt. Aus dieser Ehe ging ein Sohn Alexander († 1844) hervor.

### Werdegang
Delwig studierte bis 1832 in Sankt Petersburg. Anschließend bis 1858 übertrug man ihm die technische Leitung und Organisation größerer Bauvorhaben im Tiefbau, wie beispielsweise die Wasserversorgung in Moskau und Nischni Nowgorod, sowie mehrerer Eisenbahnlinien, Straßen oder Fähren.
In den Jahren 1861–1871 bekleidete er mehrere leitende Stellen im Ministerium für Verkehr und widmete sich dabei insbesondere der russischen Eisenbahngesellschaft. Er wurde Chefinspekteur der russischen Eisenbahnen und Gründer einer der ersten Eisenbahnfachschule Russlands.

## Werke
- Руководство к устройству водопроводов, М., 1856 (Leitfaden für Aquädukte)
- Описание московских водопроводов, «Журнал путей сообщения», 1858, т. 27 (Beschreibung der Moskauer Wasserversorgung)
- Полвека русской жизни. Воспоминания. 1820—1870, т. 1—2, М.—Л., 1930. (seine Memoiren)